# گشتل
گشتل (به انگلیسی: Ge-stell) (به آلمانی: Gestell) یک کلمه آلمانی است که توسط فیلسوف آلمانی قرن بیستم مارتین هایدگر برای توصیف آنچه در پس زمینه فناوری مدرن نهفته‌است استفاده می‌شود.
هایدگر این اصطلاح را در سال ۱۹۵۴ در پرسش مربوط به فناوری معرفی کرد، متنی که بر اساس سخنرانی "چارچوب" ("Das Gestell") برای اولین بار در ۱ دسامبر ۱۹۴۹ در برمن ارائه شد. این کلمه از ریشه کلمه stellen مشتق شده‌است که به معنای "قرار دادن" یا "قرار دادن" است و با پیشوند آلمانی Ge- ترکیب شده‌است که بیانگر شکلی از "جمع آوری" یا "مجموعه" است. این اصطلاح همه اقسام موجودات را در بر می‌گیرد و آنها را به نحوی مرتب می‌کند.  
هایدگر مفهوم گشتل را در بیان خود از ماهیت فناوری به کار برد.  او به این نتیجه رسید که فناوری اساساً قالب بندی (Gestell) است. به این ترتیب، جوهر تکنولوژی Gestell است. در واقع، «گشتل، به معنای واقعی کلمه، «قاب‌بندی»، دیدگاهی فراگیر از فناوری است، نه به‌عنوان وسیله‌ای برای رسیدن به هدف، بلکه به‌عنوان شیوه‌ای از وجود انسان». او همچنین توضیح داد که در معنایی جامع تر، این مفهوم، شیوه نهایی خود پنهانی تاریخی φύσις اولیه است.  
هایدگر در تعریف ماهیت فناوری به عنوان گشتل، اشاره کرد که تمام آنچه در جهان حضور یافته‌است، در قالب قالب بندی شده‌است. این قاب بندی مربوط به شیوه ای است که واقعیت در دوره فناوری مدرن ظاهر می‌شود یا خود را آشکار می‌کند و افرادی که در این "شیوه نظم دهی" متولد می‌شوند همیشه در Gestell (قاب بندی) تعبیه می‌شوند. 
بنابراین آنچه در جهان آشکار می‌شود، چیزی که خود را به عنوان خود نشان داده‌است (حقیقت خود) ابتدا نیازمند یک قالب بندی است که به معنای واقعی کلمه راهی برای وجود در جهان است تا بتوان آن را دید و فهمید. با توجه به ماهیت فناوری و اینکه ما چیزها را در عصر تکنولوژیکی خود می‌بینیم، جهان به عنوان "ذخیره ایستاده" در نظر گرفته شده‌است. هایدگر می‌نویسد

قاب بندی به معنای گرد آمدن آن موقعیتی است که انسان را درگیر می‌کند، یعنی او را به چالش می‌کشد تا امر واقعی را در حالت نظم بخشی به عنوان ذخیره ایستاده آشکار کند. قاب بندی به معنای آن شیوه آشکارسازی است که بر ذات فناوری مدرن تأثیر می‌گذارد و خود هیچ فناوری نیست.
به علاوه، هایدگر با دادن نقشی فعال به گشتل، این واژه را به گونه ای غیر معمول به کار می‌برد. در استفاده معمولی، این کلمه به سادگی به نوعی دستگاه نمایشگر، مانند قفسه کتاب یا قاب عکس، اشاره می‌کند. اما برای هایدگر، گشتل به معنای واقعی کلمه یک «جمع آوری با هم» چالش برانگیز است، به منظور آشکارسازی یا ارائه. اگر در علم و فن آوری مدرن به کار رود، «ذخیره ایستاده» در مورد رودخانه زمانی که برق تولید می‌کند یا زمین اگر به عنوان منطقه معدن زغال‌سنگ یا خاک به عنوان ذخایر معدنی آشکار شود، فعال است. 
برای برخی از محققان، گشتل به طور مؤثر خشونت تکنولوژی را توضیح می‌دهد. این به توضیح هایدگر نسبت داده می‌شود که وقتی گشتل بر آن تأثیر می‌گذارد، «هر امکان دیگری برای آشکار شدن را از بین می‌برد» و «آن آشکاری را پنهان می‌کند که به معنای poiesis، به آن چه حضوری اجازه ظهور می‌دهد» 

## کاربردهای بعدی این مفهوم
جورجو آگامبن در تفسیر مفهوم فوکو از dispositif (دستگاه) به دفعات از هایدگر استفاده کرد و در اثر خود «دستگاه چیست»، دستگاه را «اصطلاح فنی تعیین کننده در استراتژی اندیشه فوکو» توصیف کرد.  آگامبن معتقد بود که گشتل چیزی بیش از آنچه به عنوان oikonomia ظاهر می‌شود نیست. آگامبن از سینما به عنوان دستگاه گشتل یاد کرد، زیرا فیلم‌ها ژست‌های انسان را ضبط و ضبط می‌کنند. 
آلبرت بورگمان با ارائه مفهومی عملی تر از ماهیت فناوری، مفهوم هایدگر از گشتل را گسترش داد.  قالب بندی هایدگر به پارادایم دستگاه بورگمن تبدیل شد که رابطه صمیمی بین افراد، اشیا و ابزارهای تکنولوژیکی را توضیح می‌دهد.   
کلادیو سیبورا تفسیر دیگری را توسعه داد که بر تجزیه و تحلیل زیرساخت سیستم اطلاعاتی با استفاده از مفهوم گشتل متمرکز بود.  او بهبود معنای اصلی «ساختاری» با «روندی» را بر ریشه‌شناسی گشتل بنا کرد، به طوری که نشان دهنده روند فراگیر ترتیب، تنظیم و نظم بخشی به منابعی است که هم منابع انسانی و هم منابع طبیعی را در بر می‌گیرد.  سیبورا زیرساخت‌های اطلاعاتی را با گشتل تشبیه کرده‌است و این ارتباط برای پایه‌ریزی فلسفی بسیاری از جنبه‌های آثار او از جمله توصیف او از فرآیند ذاتی خود تغذیه‌ای آن مورد استفاده قرار گرفت.